# … Like Clockwork
… Like Clockwork ist das sechste Studioalbum der US-amerikanischen Rockband Queens of the Stone Age, das im Mai 2013 erschien.

## Entstehung und Veröffentlichung
Nach einer längeren Zeit ohne Informationen über konkrete Aktivitäten teilte die Band im August 2012 über Facebook mit, dass die Aufnahmen zu einem neuen Album begonnen hätten. Ende März 2013 feierte das Stück My God Is the Sun auf dem Lollapalooza-Festival in Brasilien Premiere. Eine Woche später wurde der Song vorab über iTunes veröffentlicht. Verschiedene Liedausschnitte wurden im Folgenden über die eigens eingerichtete Website likeclockwork.tv verfügbar gemacht. Am 6. Mai 2013 erschien ein animierter Videoclip zu einer gekürzten Fassung von I Appear Missing. Im ersten Halbjahr 2013 spielte die Band kleine Promokonzerte bei diversen Radio- und Fernsehsendern in Europa, unter anderem bei Canal+ und Oüi FM in Paris, Later with Jools Holland in London sowie einem Radiosender in Brüssel und einer Fernsehshow in den Niederlanden.
Etwa zwei Wochen vor dem offiziellen Erscheinungstermin wurde das Album illegal im Internet verbreitet. Die Erstveröffentlichung von … Like Clockwork erfolgte schließlich am 31. Mai 2013 bei Matador Records. Das Album erschien in seiner Originalausführung als CD (Katalognummer: OLE-1040-2), Download (Katalognummer: 744861104056) und LP (Katalognummer: OLE1040-1) mit zehn Titeln. Am gleichen Tag erschien auch eine physische LP-Deluxeausgabe mit einem 20-seitigen Buch als Extrabeilage.
Geschrieben und produziert wurden die Lieder gemeinsam von den Queens-of-the-Stone-Age-Mitgliedern Dean Fertita, Josh Homme, Michael Shuman und Troy Van Leeuwen. Es ist das erste Album, auf dem die 2007 zur Band gestoßenen Michael Shuman und Dean Fertita zu hören sind und das letzte, auf dem Schlagzeuger Joey Castillo mitgewirkt hat, der die Band während der Aufnahmen verließ.

## Titelliste
1. Keep Your Eyes Peeled – 5:04
2. I Sat by the Ocean – 3:55
3. The Vampyre of Time and Memory – 3:34
4. If I Had a Tail – 4:55
5. My God Is the Sun – 3:55
6. Kalopsia – 4:38
7. Fairweather Friends – 3:43
8. Smooth Sailing – 4:51
9. I Appear Missing – 6:00
10. … Like Clockwork – 5:24[7]

## Mitwirkende
Folgende Musiker sind neben Homme, Fertita, Shuman und Van Leeuwen – welche als Hauptband angegeben sind – auf dem Album zu hören:
- Joey Castillo: Schlagzeug auf 1, 2, 3, 6
- Dave Grohl: Schlagzeug auf 4, 5, 7, 8, 9
- Jon Theodore: Schlagzeug auf 10
- Jake Shears: Begleitgesang auf 1
- Mark Lanegan: Begleitgesang auf 4
- Nick Oliveri: Begleitgesang auf 4
- Alex Turner: Begleitgesang auf 4
- Trent Reznor: Begleitgesang auf 6, 7
- Elton John: Begleitgesang und Piano auf 7
- James Lavelle: Produktion von 10
- Charlie May: Piano auf 10
- Philip Shepard: Streichinstrumente auf 10

## Kommerzieller Erfolg

### Chartplatzierungen
| ChartsChartplatzierungen       | Höchstplatzierung | Wochen |
| ------------------------------ | ----------------- | ------ |
| Deutschland (GfK)              | 7 (14 Wo.)        | 14     |
| Österreich (Ö3)                | 3 (13 Wo.)        | 13     |
| Schweiz (IFPI)                 | 2 (21 Wo.)        | 21     |
| Vereinigte Staaten (Billboard) | 1 (21 Wo.)        | 21     |
| Vereinigtes Königreich (OCC)   | 2 (18 Wo.)        | 18     |

| ChartsJahrescharts (2013)      | Platzierung |
| ------------------------------ | ----------- |
| Österreich (Ö3)                | 70          |
| Schweiz (IFPI)                 | 66          |
| Vereinigte Staaten (Billboard) | 141         |
| Vereinigtes Königreich (OCC)   | 85          |

### Auszeichnungen für Musikverkäufe
| Land/Region                  | Auszeichnungen für Musikverkäufe (Land/Region, Auszeichnung, Verkäufe) | Verkäufe  |
| ---------------------------- | ---------------------------------------------------------------------- | --------- |
| Australien (ARIA)            | Platin                                                                 | 70.000    |
| Europa (Impala)              | Diamant                                                                | 200.000   |
| Kanada (MC)                  | Gold                                                                   | 40.000    |
| Neuseeland (RMNZ)            | Platin                                                                 | 15.000    |
| Polen (ZPAV)                 | Gold                                                                   | (10.000)  |
| Vereinigtes Königreich (BPI) | Gold                                                                   | (100.000) |
| Insgesamt                    | 3× Gold · 2× Platin · 1× Diamant ·                                     | 235.000   |